# Gymnastik vid olympiska sommarspelen 1960
Gymnastiken vid de olympiska sommarspelen 1960 i Rom bestod av 14 grenar fördelade på två olika discipliner i artistisk gymnastik, som avgjordes i Baths of Caracalla.

## Medaljörer

### Herrar
| Event                   | Guld                                                                                        | Silver | Brons |
| Mångkamp, lag detaljer  | Japan Nobuyuki Aihara Yukio Endo Takashi Mitsukuri Takashi Ono Masao Takemoto Shuji Tsurumi | Sovjetunionen Albert Azarjan Valerj Kerdemilidi Nikolai Miligulo Vladimir Portnoi Boris Sjachlin Jurij Titov | Italien Giovanni Carminucci Pasquale Carminucci Gianfranco Marzolla Franco Menichelli Orlando Polmonari Angelo Vicardi |
| Mångkamp, ind. detaljer | Boris Sjachlin Sovjetunionen                                                                | Takashi Ono Japan                                                                                            | Jurij Titov Sovjetunionen                                                                                              |
| Fristående detaljer     | Nobuyuki Aihara Japan                                                                       | Jurij Titov Sovjetunionen                                                                                    | Franco Menichelli Italien                                                                                              |
| Bygelhäst detaljer      | Eugen Ekman Finland                                                                         | Ingen utsedd                                                                                                 | Shuji Tsurumi Japan |
| Bygelhäst detaljer      | Boris Sjachlin Sovjetunionen                                                                | Ingen utsedd                                                                                                 | Shuji Tsurumi Japan |
| Ringar detaljer         | Albert Asarjan Sovjetunionen                                                                | Boris Sjachlin Sovjetunionen                                                                                 | Takashi Ono Japan |
| Ringar detaljer         | Albert Asarjan Sovjetunionen                                                                | Boris Sjachlin Sovjetunionen                                                                                 | Velik Kapsazov Bulgarien                                                                                               |
| Hopp detaljer           | Boris Sjachlin Sovjetunionen                                                                | Ingen utsedd                                                                                                 | Vladimir Portnoj Sovjetunionen                                                                                         |
| Hopp detaljer           | Takashi Ono Japan                                                                           | Ingen utsedd                                                                                                 | Vladimir Portnoj Sovjetunionen                                                                                         |
| Barr detaljer           | Boris Sjachlin Sovjetunionen                                                                | Giovanni Carminucci Italien                                                                                  | Takashi Ono Japan |
| Räck detaljer           | Takashi Ono Japan                                                                           | Masao Takemoto Japan                                                                                         | Boris Sjachlin Sovjetunionen                                                                                           |

### Damer
| Event                   | Guld | Silver | Brons |
| Mångkamp, lag detaljer  | Sovjetunionen Polina Astachova Lidia Ivanova Larissa Latynina Tamara Ljukhina Sofia Muratova Margarita Nikolaeva | Tjeckoslovakien Eva Bosáková Věra Čáslavská Matylda Matoušková Hana Růžičková Ludmila Švédová Adolfína Tkačíková | Rumänien Atanasia Ionescu Sonia Iovan Elena Leuşteanu Emilia Vătăşoiu-Liţă Elena Niculescu Uta Poreceanu |
| Mångkamp, ind. detaljer | Larissa Latynina Sovjetunionen                                                                                   | Sofia Muratova Sovjetunionen                                                                                     | Polina Astachova Sovjetunionen                                                                           |
| Hopp detaljer           | Margarita Nikolaeva Sovjetunionen                                                                                | Sofia Muratova Sovjetunionen                                                                                     | Larissa Latynina Sovjetunionen                                                                           |
| Barr detaljer           | Polina Astachova Sovjetunionen                                                                                   | Larissa Latynina Sovjetunionen                                                                                   | Tamara Ljukhina Sovjetunionen                                                                            |
| Bom detaljer            | Eva Bosáková Tjeckoslovakien                                                                                     | Larissa Latynina Sovjetunionen                                                                                   | Sofia Muratova Sovjetunionen                                                                             |
| Fristående detaljer     | Larissa Latynina Sovjetunionen                                                                                   | Polina Astachova Sovjetunionen                                                                                   | Tamara Ljuchina Sovjetunionen                                                                            |

## Medaljtabell
| Pl. | Nation          | Guld | Silver | Brons | Totalt |
| --- | --------------- | ---- | ------ | ----- | ------ |
| 1   | Sovjetunionen   | 10   | 8      | 8     | 26     |
| 2   | Japan           | 4    | 2      | 3     | 9      |
| 3   | Tjeckoslovakien | 1    | 1      | 0     | 2      |
| 4   | Finland         | 1    | 0      | 0     | 1      |
| 5   | Italien         | 0    | 1      | 2     | 3      |
| 6   | Bulgarien       | 0    | 0      | 1     | 1      |
| 6   | Rumänien        | 0    | 0      | 1     | 1      |